# Boston Marathon 2016

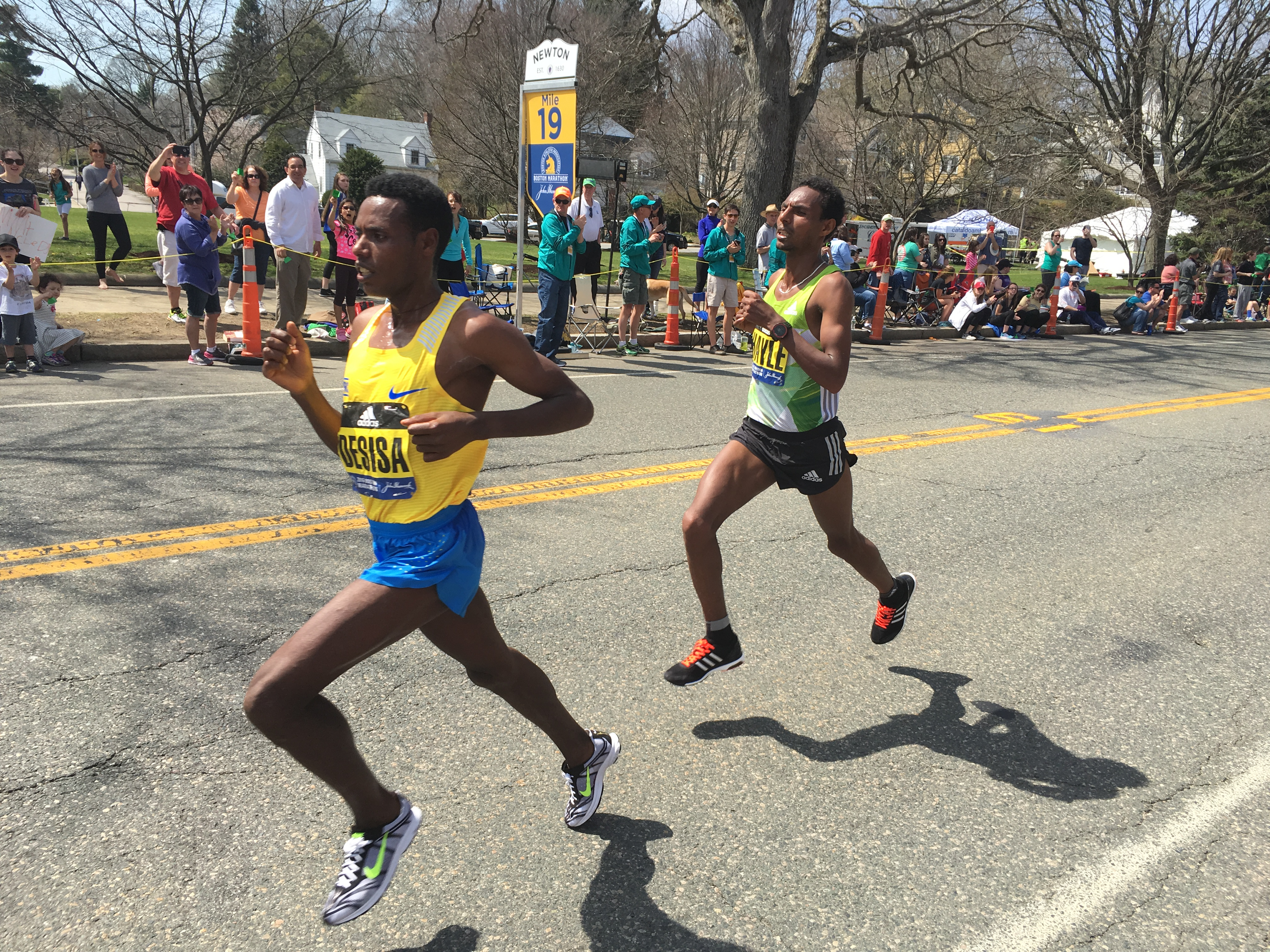
Kopgroep bij 30 km.

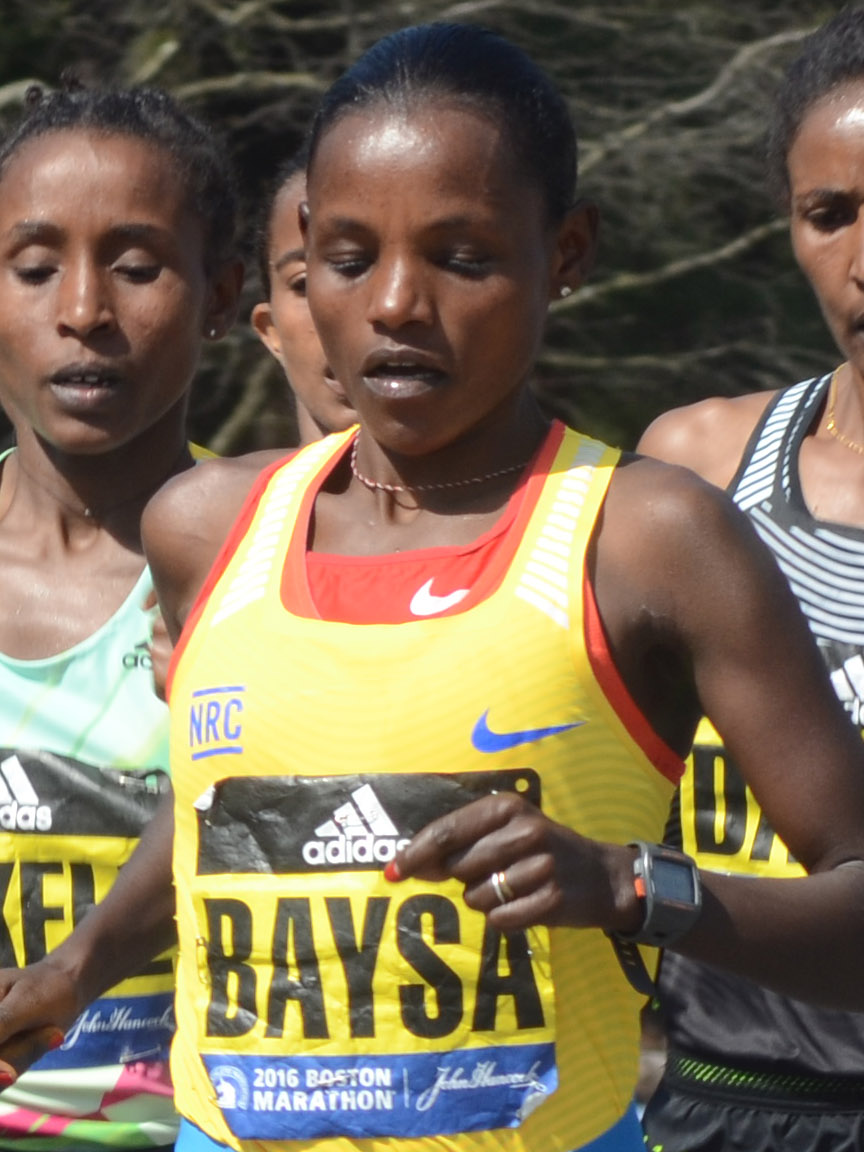
Winnares

De Boston Marathon 2016 werd gelopen op maandag 18 april 2016 in Boston. Het was de 120e editie van deze marathon. De wedstrijd was de eerste in de serie World Marathon Majors 2016/2017 en had het etiket IAAF Gold Road Race Label.
De wedstrijd werd bij de mannen gewonnen door de Ethiopiër Lemi Berhanu Hayle in 2:12.45. Op de streep had hij een kleine minuut voorsprong op zijn landgenoot Lelisa Desisa. Yemane Tsegay maakte het Ethiopische podium compleet door derde te worden in 2:14.02. Bij de vrouwen ging de Ethiopische Atsede Baysa met de hoogste eer strijken en won de wedstrijd in 2:29.19.
De Nederlander Abdi Nageeye, die al geplaatst was voor de Spelen in Rio, liep lange tijd op een vijfde positie. Bij 39 km was dit goede doen over en zijn energiesysteem leeg. Hij zakte weg naar een achtste plaats en finishte in 2:18.05.
De Zwitser Marcel Hug won de wedstrijd bij de rolstoelatleten voor de tweede achtereenvolgende keer.
In totaal finishten 26.639 marathonlopers, waarvan 14.471 mannen en 12.168 vrouwen.

## Uitslagen

### Marathon
Mannen
| rang   | naam               | land | tijd    |
| ------ | ------------------ | ---- | ------- |
| Goud   | Lemi Berhanu Hayle | ETH  | 2:12.45 |
| Zilver | Lelisa Desisa      | ETH  | 2:13.32 |
| Brons  | Yemane Tsegay      | ETH  | 2:14.02 |
| 4      | Wesley Korir       | KEN  | 2:14.05 |
| 5      | Paul Lonyangata    | KEN  | 2:15.45 |
| 6      | Sammy Kitwara      | KEN  | 2:16.43 |
| 7      | Stephen Chebogut   | KEN  | 2:16.52 |
| 8      | Abdi Nageeye       | NED  | 2:18.05 |
| 9      | Getu Feleke        | ETH  | 2:18.46 |
| 10     | Zachary Hine       | USA  | 2:21.37 |
| 11     | Cutbert Nyasango   | ZIM  | 2:22.02 |
| 12     | Tsegaye Mekonnen   | ETH  | 2:22.21 |
| 13     | Ian Burrell        | USA  | 2:22.22 |
| 14     | Jackson Kiprop     | UGA  | 2:24.44 |
| 15     | Harbert Okuti      | UGA  | 2:24.46 |
| 16     | Solonei Da Silva   | BRA  | 2:24.54 |
| 17     | Clint Wells        | USA  | 2:24.55 |
| 18     | Norio Kamijo       | JPN  | 2:25.31 |
| 19     | Shingo Igarashi    | JPN  | 2:26.24 |
| 20     | Michael Kipyego    | KEN  | 2:27.02 |

Vrouwen
| rang   | naam                   | land | tijd    |
| ------ | ---------------------- | ---- | ------- |
| Goud   | Atsede Baysa           | ETH  | 2:29.19 |
| Zilver | Tirfi Tsegaye          | ETH  | 2:30.03 |
| Brons  | Joyce Chepkirui        | KEN  | 2:30.50 |
| 4      | Jeļena Prokopčuka      | LAT  | 2:32.28 |
| 5      | Valentine Kipketer     | KEN  | 2:33.13 |
| 6      | Flomena Cheyech Daniel | KEN  | 2:33.40 |
| 7      | Bizunesh Deba          | ETH  | 2:33.56 |
| 8      | Fate Tola              | ETH  | 2:34.38 |
| 9      | Neely Spence Gracey    | USA  | 2:35.00 |
| 10     | Mamitu Daska           | ETH  | 2:37.31 |
| 11     | Sarah Crouch           | USA  | 2:37.36 |
| 12     | Miharu Shimokado       | JPN  | 2:39.21 |
| 13     | Amane Beriso           | ETH  | 2:39.38 |
| 14     | Tiki Gelana            | ETH  | 2:42.38 |
| 15     | Tadelech Bekele        | ETH  | 2:44.20 |

## Wheelers

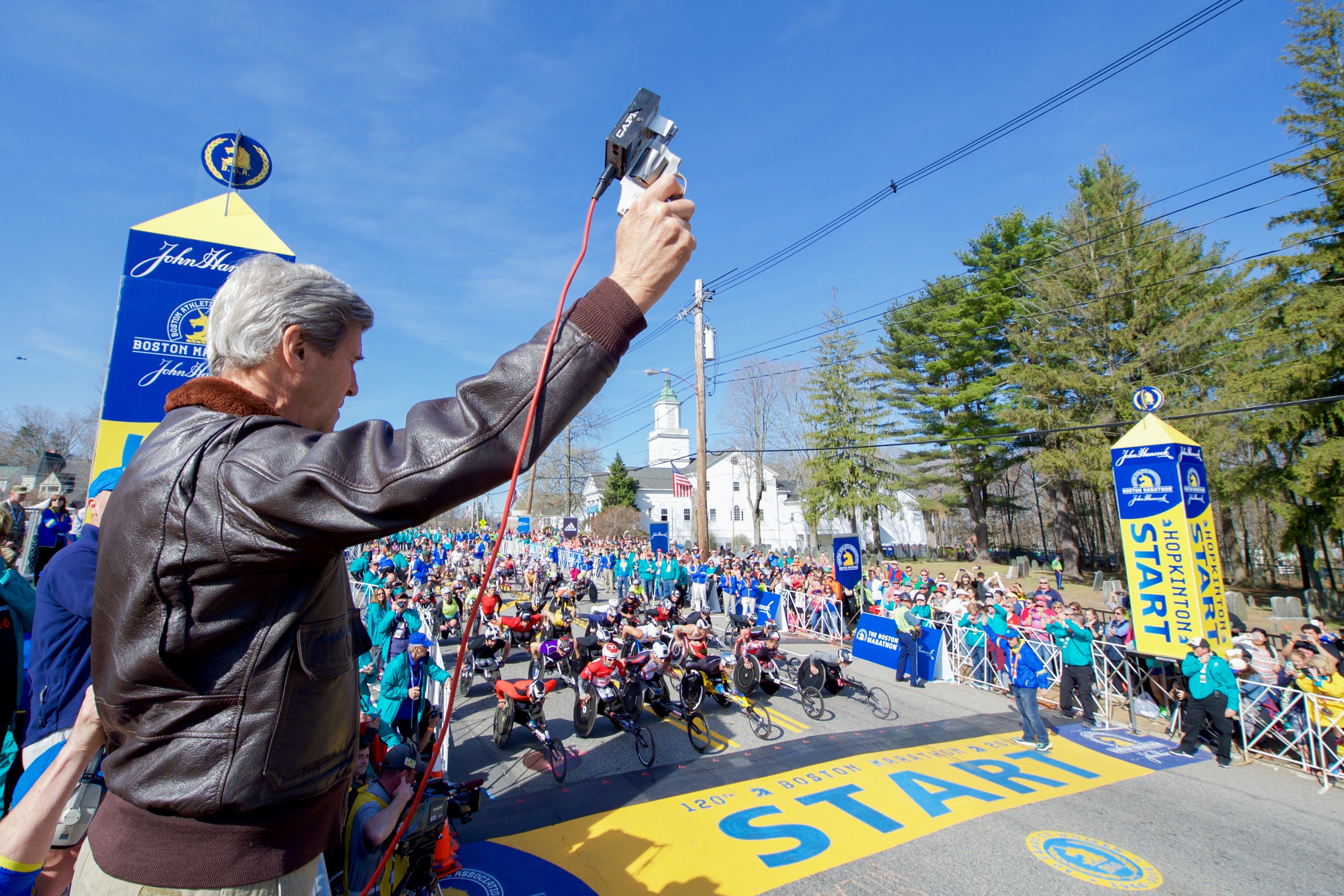
Start van de rolstoelatleten

Mannen
| rang   | naam          | land | tijd    |
| ------ | ------------- | ---- | ------- |
| Goud   | Marcel Hug    | SUI  | 1:24.06 |
| Zilver | Ernst Van Dyk | RSA  | 1:24.06 |
| Brons  | Kurt Fearnley | AUS  | 1:24.06 |
| 4      | David Weir    | GBR  | 1:26.17 |
| 5      | James Senbeta | USA  | 1:26.19 |

Vrouwen
| rang   | naam             | land | tijd    |
| ------ | ---------------- | ---- | ------- |
| Goud   | Tatyana McFadden | USA  | 1:42.16 |
| Zilver | Manuela Schär    | SUI  | 1:43.30 |
| Brons  | Wakako Tsuchida  | JPN  | 1:43.34 |
| 4      | Susannah Scaroni | USA  | 1:46.53 |
| 5      | Amanda McGrory   | USA  | 1:49.31 |

1897 ·
1898 ·
1899 ·
1900 ·
1901 ·
1902 ·
1903 ·
1904 ·
1905 ·
1906 ·
1907 ·
1908 ·
1909 ·
1910 ·
1911 ·
1912 ·
1913 ·
1914 ·
1915 ·
1916 ·
1917 ·
1918 ·
1919 ·
1920 ·
1921 ·
1922 ·
1923 ·
1924 ·
1925 ·
1926 ·
1927 ·
1928 ·
1929 ·
1930 ·
1931 ·
1932 ·
1933 ·
1934 ·
1935 ·
1936 ·
1937 ·
1938 ·
1939 ·
1940 ·
1941 ·
1942 ·
1943 ·
1944 ·
1945 ·
1946 ·
1947 ·
1948 ·
1949 ·
1950 ·
1951 ·
1952 ·
1953 ·
1954 ·
1955 ·
1956 ·
1957 ·
1958 ·
1959 ·
1960 ·
1961 ·
1962 ·
1963 ·
1964 ·
1965 ·
1966 ·
1967 ·
1968 ·
1969 ·
1970 ·
1971 ·
1972 ·
1973 ·
1974 ·
1975 ·
1976 ·
1977 ·
1978 ·
1979 ·
1980 ·
1981 ·
1982 ·
1983 ·
1984 ·
1985 ·
1986 ·
1987 ·
1988 ·
1989 ·
1990 ·
1991 ·
1992 ·
1993 ·
1994 ·
1995 ·
1996 ·
1997 ·
1998 ·
1999 ·
2000 ·
2001 ·
2002 ·
2003 ·
2004 ·
2005 ·
2006 ·
2007 ·
2008 ·
2009 ·
2010 ·
2011 ·
2012 ·
2013 ·
2014 ·
2015 ·
2016 ·
2017 ·
2018 ·
2019 ·
2020 ·
2021 ·
2022